# Notre-Dame (Piégros-la-Clastre)

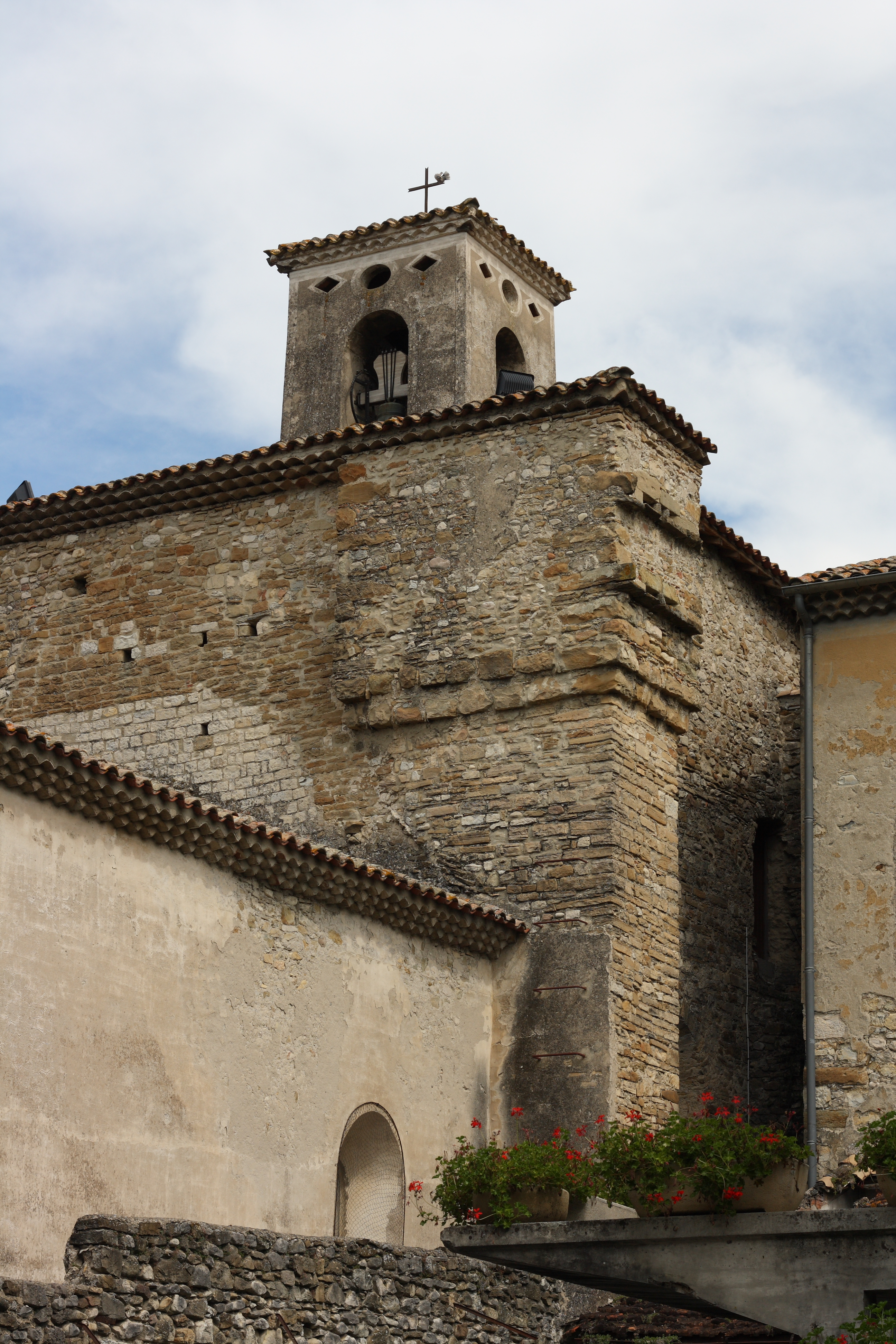
Kirche Notre-Dame

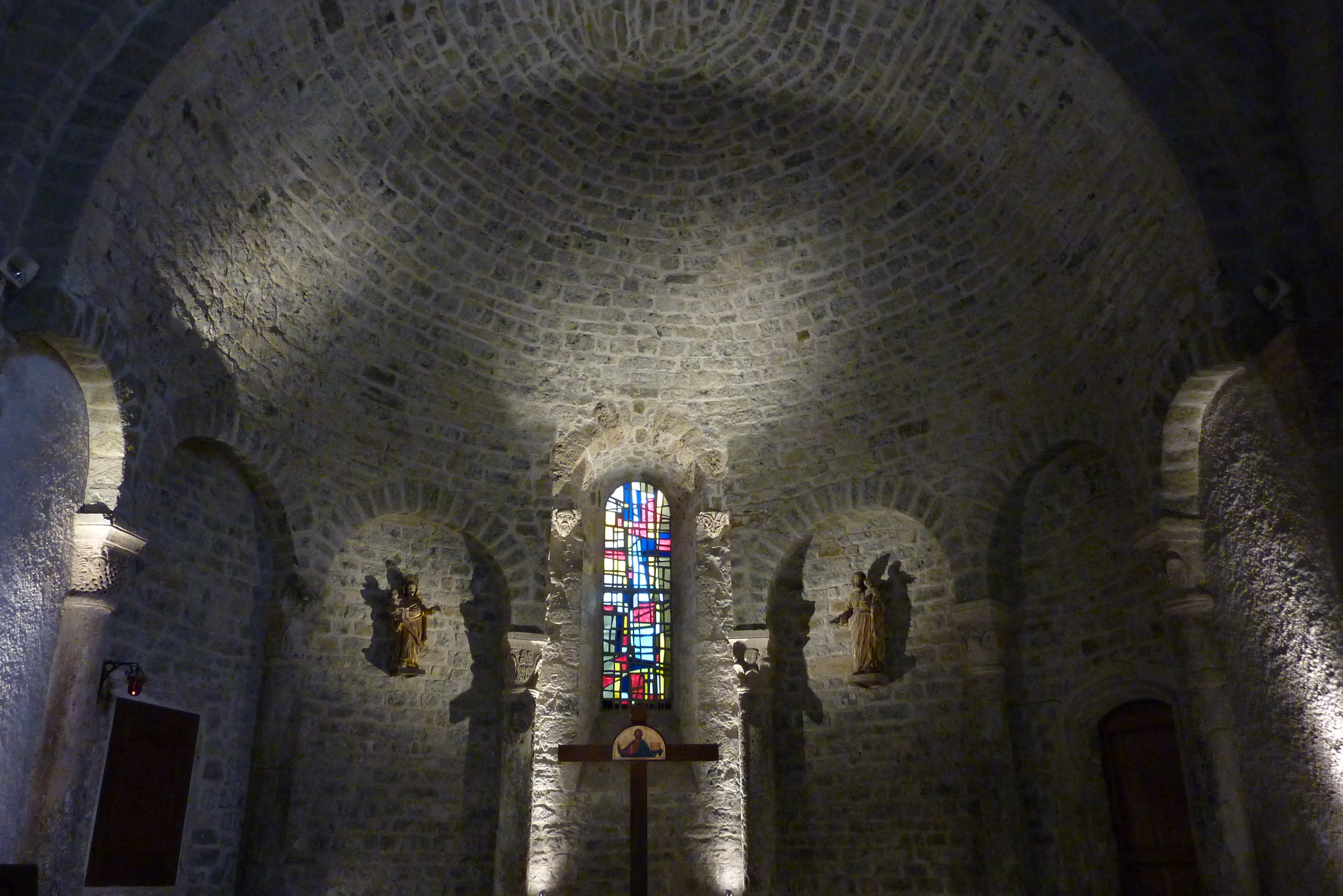
Apsis

Die katholische Pfarrkirche Notre-Dame in Piégros-la-Clastre, einer Gemeinde im Département Drôme in der französischen Region Auvergne-Rhône-Alpes, gehörte ehemals zu einem Augustiner-Chorherrenstift. Sie wurde gegen Ende des 11. oder zu Beginn des 12. Jahrhunderts errichtet. Aus der Bauzeit der Kirche sind außergewöhnliche Kapitelle erhalten, die zu den frühesten Beispielen romanischer Skulpturen in der Region zählen. 1988 wurde die Kirche als Monument historique in die Liste der Baudenkmäler (Base Mérimée) in Frankreich aufgenommen.

## Geschichte
Der Name des Ortsteils La Clastre wird auf das lateinische Wort claustrum (eingeschlossen) – im Deutschen entstand daraus Kloster – zurückgeführt und als Beleg für das Bestehen einer Ordensgemeinschaft gewertet. 1165 ist erstmals ein dem heiligen Medardus geweihtes Augustiner-Chorherrenstift erwähnt, das in 800 Meter Höhe über dem Ort Piégros-la-Clastre gelegen war und von dem heute nur noch Ruinen erhalten sind. Zu diesem Kloster Saint-Médard, das vermutlich wesentlich früher gegründet worden war, gehörte auch die weiter unten gelegene Niederlassung, in die sich die Kanoniker in den kalten Wintermonaten zurückzogen. Ursprünglich war auch die untere Kirche dem heiligen Medardus geweiht, der im 6. Jahrhundert Bischof von Noyon war und als Wetterheiliger verehrt wurde.
In der zweiten Hälfte des 13. Jahrhunderts gaben die Augustiner-Chorherren das Kloster auf und um 1277 ließen sich dort Kanoniker der Abtei Saint-Ruf aus Avignon nieder. 1304 übergab Papst Benedikt XI. das Kloster den Antonitern, die dort Leprakranke und vom Antoniusfeuer Befallene pflegten. Bis zur Französischen Revolution blieb das Kloster im Besitz des Antoniter-Ordens. Das obere Kloster wurde im 16. Jahrhundert als Einsiedelei genutzt.
Während der Religionskriege wurden die unteren Klostergebäude schwer beschädigt und die Kirche verlor ihren Glockenturm, der sich ehemals über dem Chor erhob. Im 18. Jahrhundert bestand keine Ordensgemeinschaft mehr. Nach der Französischen Revolution wurde die Kirche Pfarrkirche und erhielt ihr heutiges, der Mutter Gottes geweihtes Patrozinium. In den Jahren 1858 bis 1862 wurde das Schiff um ein Joch verlängert. Zwischen 1968 und 1971 wurden die romanischen Bauteile restauriert.

## Architektur

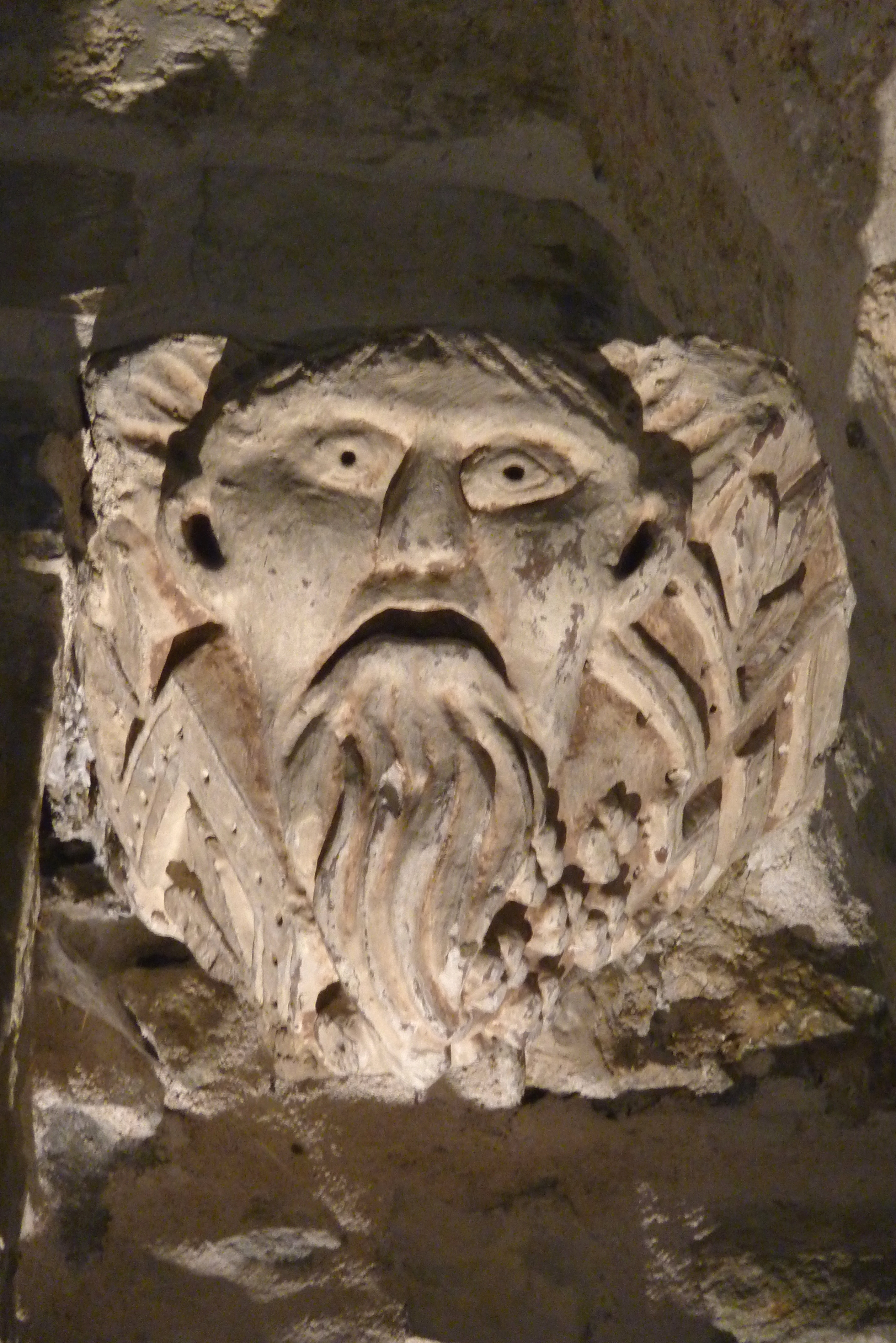
Kapitell

Die Kirche ist einschiffig und besitzt kein Querhaus. Ein Rundbogen öffnet das Langhaus zum Chor, der höher als das Langhaus und mit einem Tonnengewölbe gedeckt ist. An den Chor schließt sich eine halbkreisförmige Apsis an, die eine Halbkuppel überspannt. Die Apsiswand wird von sechs Rundbogenarkaden auf schmalen Säulen gegliedert. Der mittlere Bogen ging verloren, als man das Apsisfenster vergrößerte. Die Säulen sind mit Kapitellen ausgestattet, auf denen ein Vogel, Köpfe, zwei Engel mit ausgebreiteten Flügeln, Flechtwerk und stilisierte Akanthusblätter dargestellt sind. Diese archaisch anmutenden Kapitelle werden ins späte 11. oder frühe 12. Jahrhundert datiert und gehören zu den ältesten romanischen Skulpturen der Region.

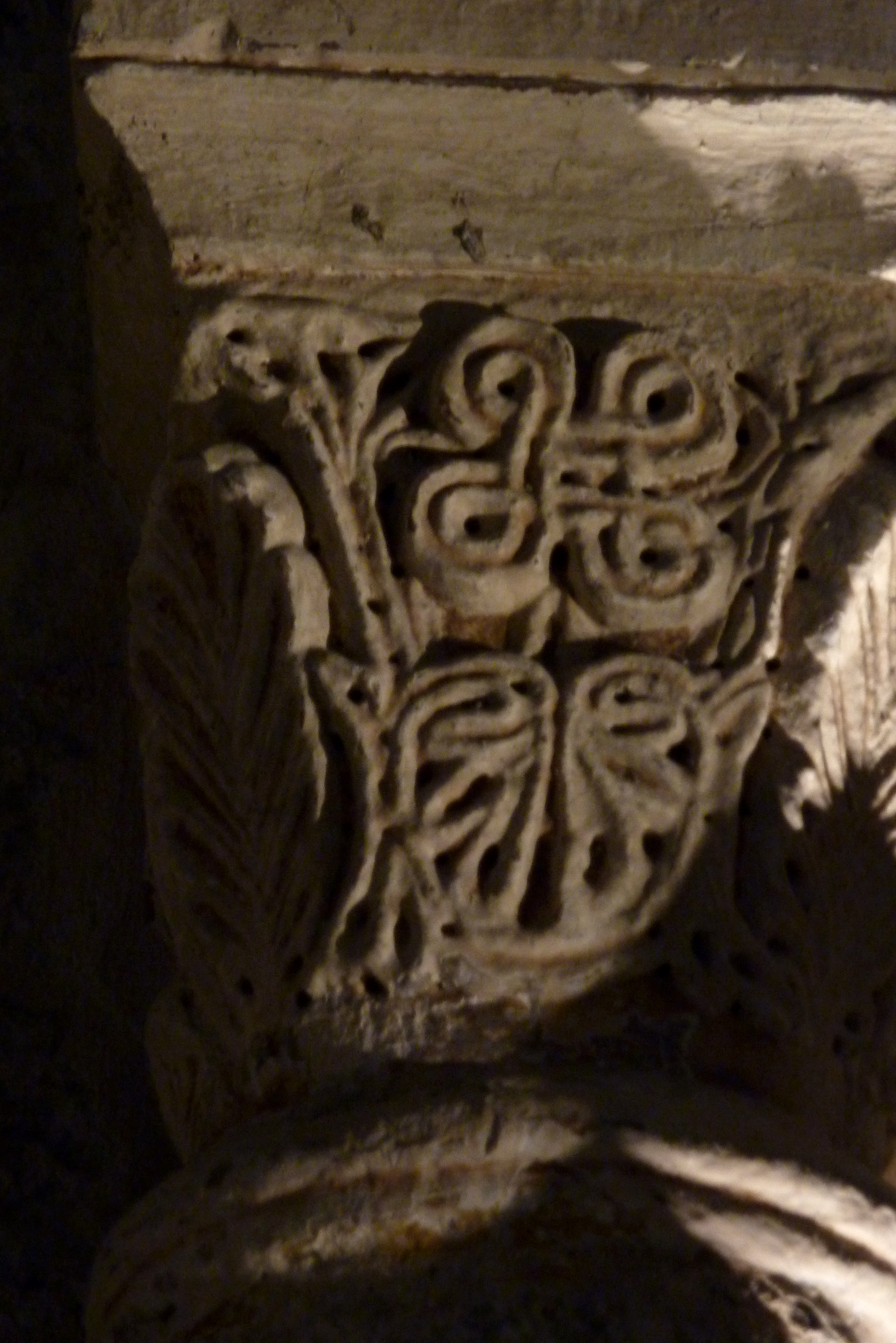
Kapitell
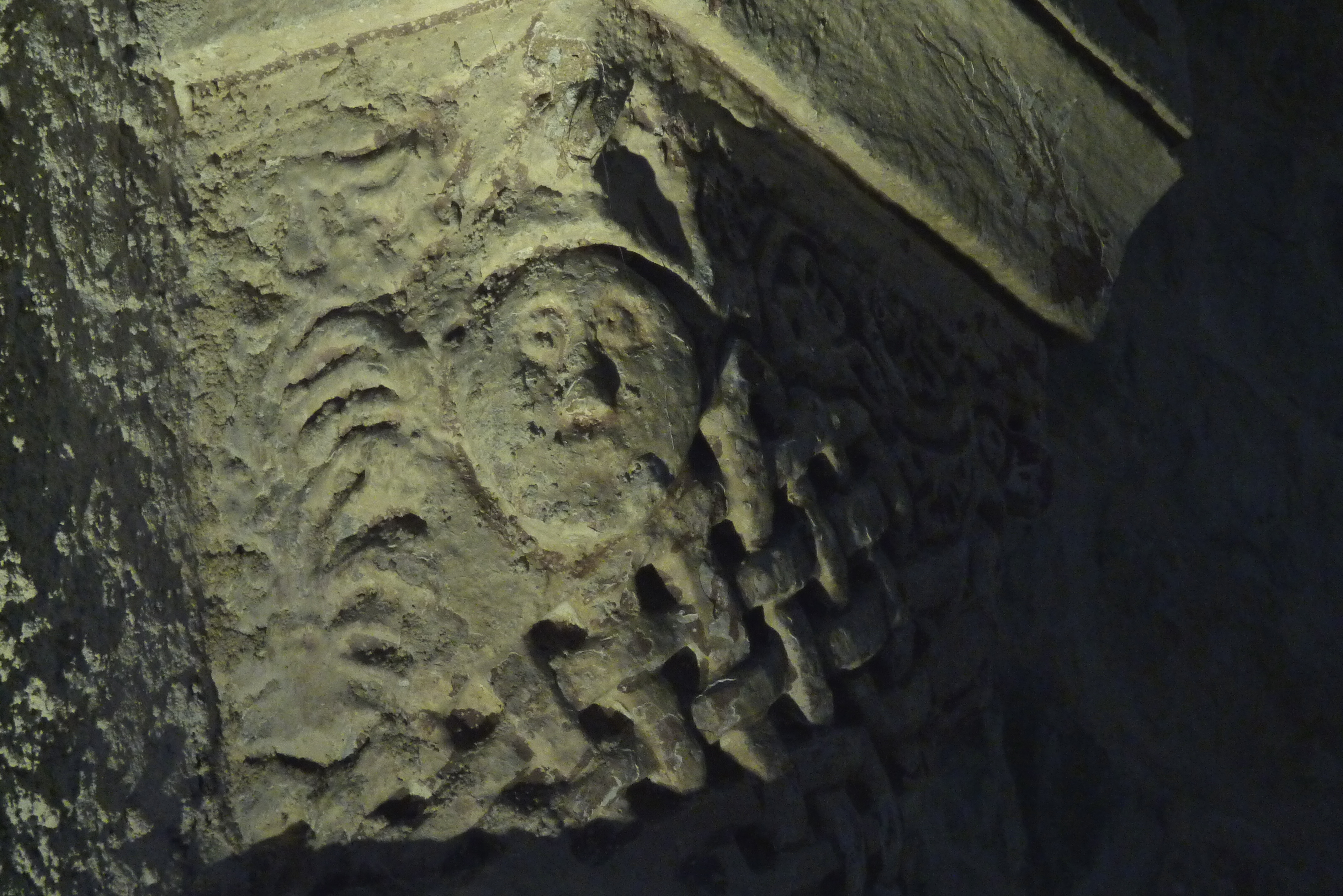
Kapitell
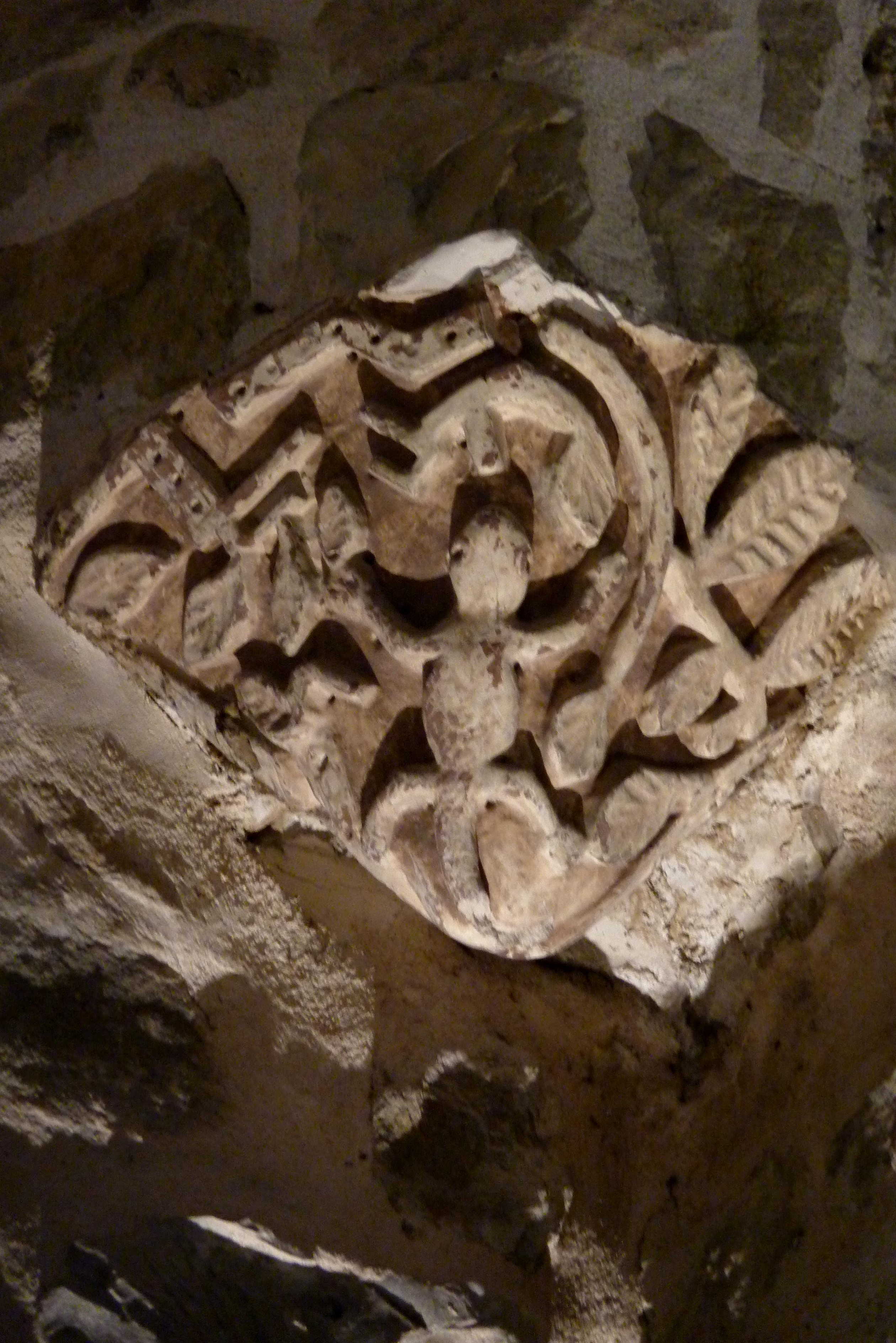
Kapitell

Im 15. Jahrhundert wurde eine Tür zur Sakristei durchgebrochen. Sie ist mit einem Taubanddekor eingefasst und einem Korbbogen bekrönt.